# Natalsporrhöna
Natalsporrhöna (Pternistis natalensis) är en fågel i familjen fasanfåglar inom ordningen hönsfåglar.

## Utseende och läte
Natalsporrhönan är en medelstor brunaktig sporrhöna med lysande orangerött på näbb och ben. Ryggen är brunfläckig och undersidans fjädrar är kantade i brunt och vitt, vilket ger ett marmorerat eller fjälligt intryck. Liknande rödnäbbad sporrhöna har tvärbandad, ej fjällig, undersida, och gul ring runt ögat. Svartbent sporrhöna har just svartaktiga ben men också röd bar hud i ansiktet. Lätet är ett ljudligt skränande "kak-kreek" som ökar i tempo för att sedan avta.

## Utbredning och systematik
Arten förekommer från Zambia och Moçambique till Kapprovinsen i Sydafrika. Den behandlas idag vanligen som monotypisk, det vill säga att den inte delas in i några underarter.

## Släktestillhörighet
Tidigare placerades den i släktet Francolinus. Flera genetiska studier visar dock att Francolinus är starkt parafyletiskt, där arterna i Pternistis står närmare  t.ex. vaktlar i Coturnix och snöhöns. Även de svenska trivialnamnen på arterna i släktet har justerats från tidigare frankoliner till sporrhöns (från engelskans spurfowl) för att bättre återspegla släktskapet.

## Levnadssätt
Natalsporrhönan är en vanlig fågel i savannmiljö. Där föredrar den tätare undervegetation.

## Status
Arten har ett stort utbredningsområde och beståndet anses stabilt. Internationella naturvårdsunionen IUCN listar den därför som livskraftig (LC).